# Sadyk Lalajev
Sadyk Salech Ogly Lalajev (ryska: Садык Салех оглы Лалаев), född 23 oktober 1996, är en rysk brottare som tävlar i grekisk-romersk stil.

## Karriär
Vid EM 2025 i Bratislava tog Lalajev brons i 60 kg-klassen efter att ha besegrat polske Olivier Skrzypczak i bronsmatchen.